# Vuistje

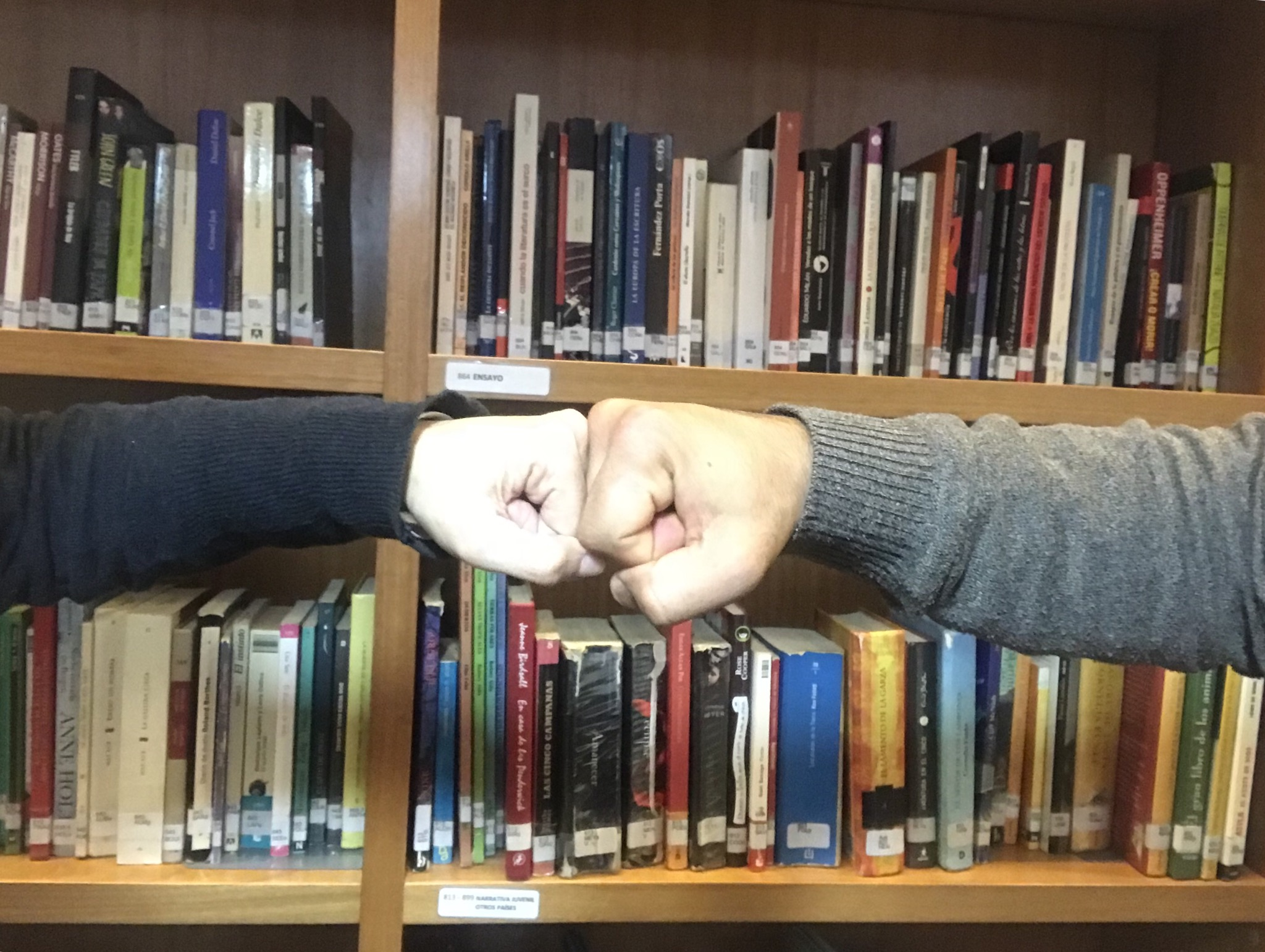
Het vuistje zou beter zijn dan de handdruk om de verspreiding van ziektes tegen te gaan

Het vuistje, vuiststoot, boks of fistbump, is een informele begroeting, bevestiging of aanmoediging. De betekenis is vergelijkbaar met de handdruk of de high five.

## Techniek
Om een vuistje te geven balt de aangever de hand tot een vuist en stoot hij de knokkels (niet te hard en niet te zacht) tegen die van de ontvanger. De vuist wordt verticaal of horizontaal gehouden. In tegenstelling tot de handdruk is het vuistje zowel met de linker- als met de rechterhand te geven.
Er zijn talloze variaties op het standaardvuistje, gaande van het vuistje met explosie (waarbij de hand terug openspringt terwijl de aangever een vocaal ontploffingsgeluid maakt), het vuistje met moonwalk (de zogenaamde Michael Jackson) tot de high-five gevolgd door het vuistje. Vaak wordt een bepaald protocol gebruikt als 'geheime handdruk' om een incrowd te bevestigen.

## Geschiedenis

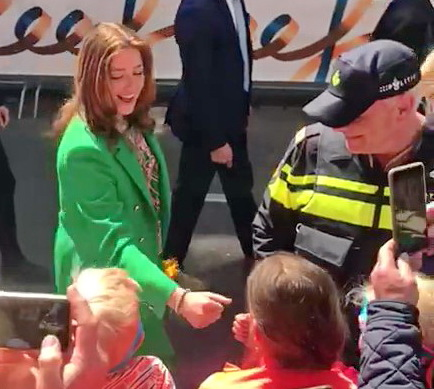
Prinses Alexia 'bokst' met toeschouwers tijdens Koningsdag 2022 in Maastricht

Het vuistje zou afkomstig zijn uit de sport. Het werd gegeven als een sportieve begroeting voor of na de wedstrijd in disciplines waarbij de atleten elkaar moeilijk de hand konden schudden, bijvoorbeeld omdat ze handschoenen droegen zoals in het boksen, het baseball of het cricket.
Het gebaar zou echter veel ouder kunnen zijn, als voorbeeld van wat Charles Darwin de antithese noemt: gebaren die het tegenovergestelde uitdrukken van de gemoedstoestand, zowel bij mensen als bij dieren. Door je vuisten te tonen straal je eigenlijk agressie uit, maar door de rest van het lichaam openheid en vriendelijkheid te laten uitstralen, is het vuistje een sympathiek gebaar. Deze verklaring staat wel ter discussie.
In de populaire cultuur dook het vuistje op vanaf de jaren zeventig, toen de Wonder Twins, twee superhelden uit een cartoonreeks Super Friends de kneukels tegen elkaar botsten om hun superkrachten te activeren.
Het handgebaar drong door tot de mainstream vanaf de jaren negentig, nadat het steeds populairder werd in het Australische cricket en dankzij de hiphop. Het vuistje is uiteindelijk zelfs een acceptabele omgangsvorm geworden bij de groten der aarde, zoals Barack Obama en dalai lama Tenzin Gyatso.

## Hygiëne
Tijdens de H1N1-grieppandemie in 2009 onderzochten enkele virologen of het vuistje een betere begroeting was dan de handdruk om verspreiding van ziektes tegen te gaan. Uit één studie uit 2014 bleek dat bij een klassieke handdruk tien keer meer bacteriën werden uitgewisseld dan bij het vuistje. Bij een high five lag het aantal uitgewisselde bacteriën daar tussenin. Tijdens de wereldwijde coronapandemie (2020-2022) waren zowel de ellebooggroet als het vuistje alternatieven voor het handen schudden. De Nederlandse koninklijke familie 'bokste' tijdens Koningsdag 2022 met het publiek langs de route in Maastricht, hoewel niet geheel consequent.